# Neurotoca notata
Neurotoca notata är en fjärilsart som beskrevs av W. Warren 1897. Neurotoca notata ingår i släktet Neurotoca och familjen mätare. Inga underarter finns listade i Catalogue of Life.